# Senna septemtrionalis
Espèce
Synonymes
- Cassia elegans Kunth[1]

Senna septemtrionalis est une espèce de plantes à fleurs de la famille des Fabaceae. C'est un arbuste originaire d'Amérique du Nord et d'Amérique centrale.

## Description
C'est un arbuste pouvant atteindre 3 m de hauteur.

## Répartition
On trouve l'espèce en Amérique du Nord au Mexique (centre, nord-est, nord-ouest, sud-est, sud-ouest, Golfe du Mexique) et en Amérique centrale au Costa Rica, au Guatemala, au Honduras, au Nicaragua, au Panama et au Salvador.
L'espèce a été introduite dans de nombreuses autres régions du monde.